# Nartkala
Nartkala (rusky Нарткала) je město v Kabardsko-balkarské republice v Ruské federaci. Při sčítání lidu v roce 2010 měla přes jednatřicet tisíc obyvatel.

## Poloha a doprava
Nartkala leží na severním okraji Velkého Kavkazu nedaleko toku Čereku v povodí Těreku. Od Nalčiku, hlavního města republiky, je vzdálena přibližně pětadvacet kilometrů severovýchodně.
Přes město prochází železniční trať z Nalčiku do Majského, přičemž zdejší nádraží se jmenuje Dokšukino.

## Dějiny
Nartkala byla založena v roce 1913 jako staniční sídlo při budované železnici. Stejně jako železniční stanice se původně i Nartkala nazývala Dokšukino a s tímto názvem se i stala v roce 1955 městem.
Roku 1967 bylo Dokšukino přejmenováno na Nartkalu.

### Rodáci
- Timur Bičojev (* 1996), zápasník